# Ljeto u MSU
Ljeto u MSU, hrvatska kulturna manifestacija. Održava se u Zagrebu u prostorima Muzeja suvremene umjetnosti, unutar samog Muzeja, dvorani Gorgona, unutar garaže Muzeja, platoa kod tobogana. Prvo je održano 2014. godine. Publici po načelu "4 u 1" nudi spoj glazbe, filma, izložbe i performansa. U programu su koncerti (glazbenika raznih žanrova), izložbe, multimedijski sadržaji, filmske projekcije i sl. Namjera je da se spojem glazbe, filma, te vizualne i izvedbene umjetnosti program približi pojmu Gesamtkunstwerka, potpunog umjetničkog doživljaja koji proizlazi iz suradnje različitih formi umjetnosti, a radi približavanja suvremene umjetnosti i kulture što široj publici.

## Program 2020
- Lado Electro
- Tamara Obrovac Quartet
- Mile Kekin
- Edo Maajka

## Vanjske poveznice
- Facebook